# Niguza
Niguza is een geslacht van vlinders van de familie spinneruilen (Erebidae), uit de onderfamilie Catocalinae.

## Soorten
- N. anisogramma Lower, 1905
- N. eucesta Turner, 1909
- N. habroscopa Lower, 1915
- N. ocilita Swinhoe, 1901
- N. spiramioides Walker, 1858